# Jaunpiebalga
Jaunpiebalga (ryska: Яунпиебалга) är en ort i Lettland.   Den ligger i kommunen Jaunpiebalgas novads, i den centrala delen av landet, 120 km öster om huvudstaden Riga. Jaunpiebalga ligger 159 meter över havet och antalet invånare är 1 289.
Terrängen runt Jaunpiebalga är huvudsakligen platt. Jaunpiebalga ligger nere i en dal. Runt Jaunpiebalga är det glesbefolkat, med 13 invånare per kvadratkilometer. Jaunpiebalga är det största samhället i trakten. I omgivningarna runt Jaunpiebalga växer i huvudsak blandskog.